# الدمينة (تعز)
الدمينة هي إحدى قرى الجمهورية اليمنية. وهي تتبع جغرافيًا لمحافظة تعز. وإداريًا لمديرية شرعب الرونة. يبلغ تعداد سكانها 1024 نسمة حسب الإحصاء الذي جرى عام 2004.